# Hausererschanze
Die Anlage Hausererschanze in Mayrhofen besteht aus mehreren Skisprungschanzen: zwei kleinere Schanzen der Kategorie K 20, K 40 und eine mittlere Schanze der Kategorie K 67. Die Schanzen sind nicht mit Matten belegt. Die Hausererschanze ist die Hausschanze des ehemaligen Spitzenspringers Martin Höllwarth.
Jedes Jahr am 26. Dezember findet auf der Hausererschanze das Stefaniespringen statt. Es wurden Sicherheitsmaßnahmen ergriffen sowie Sicherheitsplanken und Beleuchtung gebaut. Die Schanze hat einen sehr steilen Aufsprunghang.